# 动物园之星
《动物园之星》是由Frontier Developments公司开发，于2019年11月5日推出的建造经营模拟游戏，对应Windows平台。游戏是《动物园大亨》的精神续作。《动物园之星》的玩法類似同公司的《过山车之星》與《侏羅紀世界:進化》。

## 玩法
玩家可在《動物園之星》建造一個動物園，於基礎版遊戲中有74種動物，48種新物種通過八個單獨的可下載內容包和豪華版提供。遊戲中的動物行為設計得與現實生活中的動物相似。例如：狼是群體生活的、非洲平原的動物（如大象，長頸鹿，斑馬，牛羚和水牛）可以在單一的混合物種棲息地中共同生活等。每個物種都有自己的要求和需求，玩家必須通過創造合適的展覽環境和行為豐富化來滿足這些需求。獵食性動物可以攻擊和殺死其他動物，但與動物園大亨不同，不能攻擊遊客。每隻動物在遊戲的繁殖系統中都有自己的基因組，這些基因組反映了它的預期壽命、體型、健康和生育能力，並且可以通過後代遺傳下來。因此，近親繁殖等元素可能會對後代產生負面影響。
除了要滿足展覽動物的需求外，玩家還必須管理動物園。這包括僱用員工、建造遊客便利設施和員工設施、開展研究、致力於保護受威脅和瀕臨滅絕的物種。
遊戲具有四種模式：生涯模式、「品牌事業」模式、挑戰模式和沙盒模式。

## 开发
游戏最早的消息是2017年4月Frontier Developments注册商标“狩猎之星”。游戏于2019年4月24日公开，並於2019年11月5日正式推出。

## 外部連結
- 動物園之星官方網站 （页面存档备份，存于）
- Steam上的《動物園之星》 （页面存档备份，存于）